# STS-34
إس تي إس-34 (بالإنجليزية: STS-34)‏ الرحلة الحادية والثلاثون ضمن برنامج مكوك الفضاء لوكالة ناسا، والرحلة الثامنة على متن مكوك الفضاء كولومبيا، انطلقت الرحلة في 18 أكتوبر 1989 من مركز كينيدي للفضاء، وهبطت بعد خمسة أيام في الفضاء بتاريخ 23 أكتوبر في قاعدة إدواردز الجوية، اطلقت خلال الرحلة مركبة غاليليو لمعرفة النشاط الجوي على كوكب المشتري، بلغ عدد الرواد المشاركين في الرحلة خمسة رواد.

## معرض صور

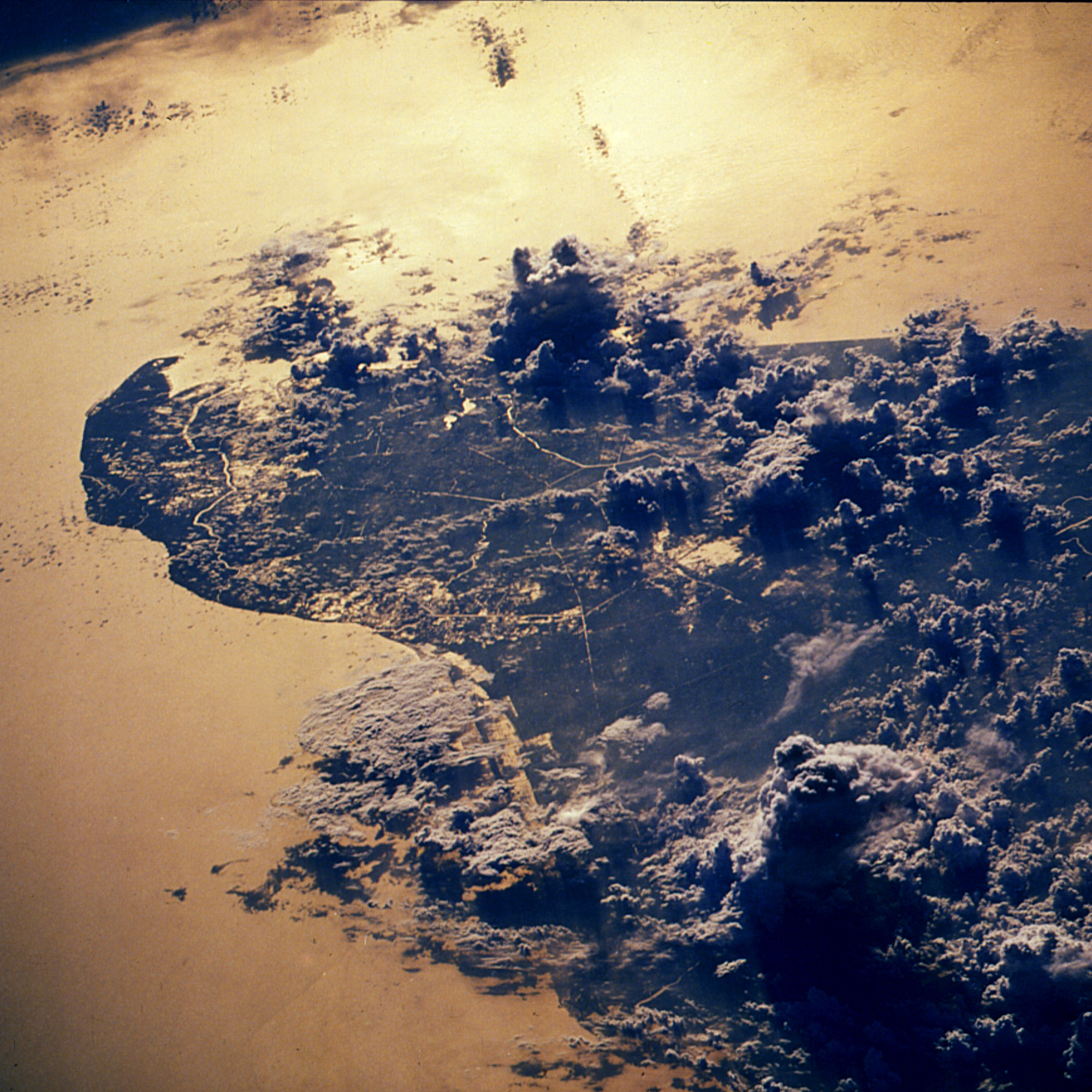
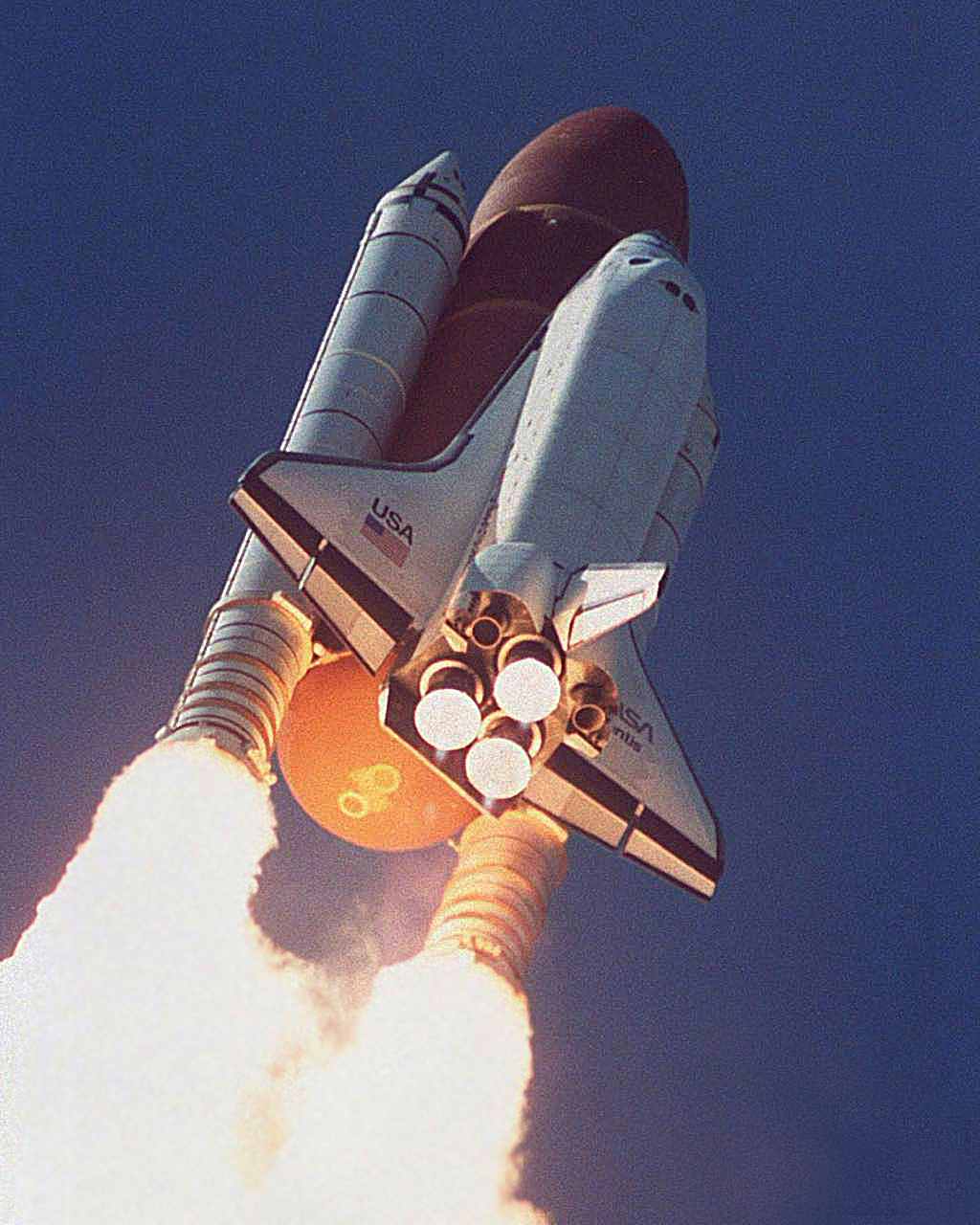
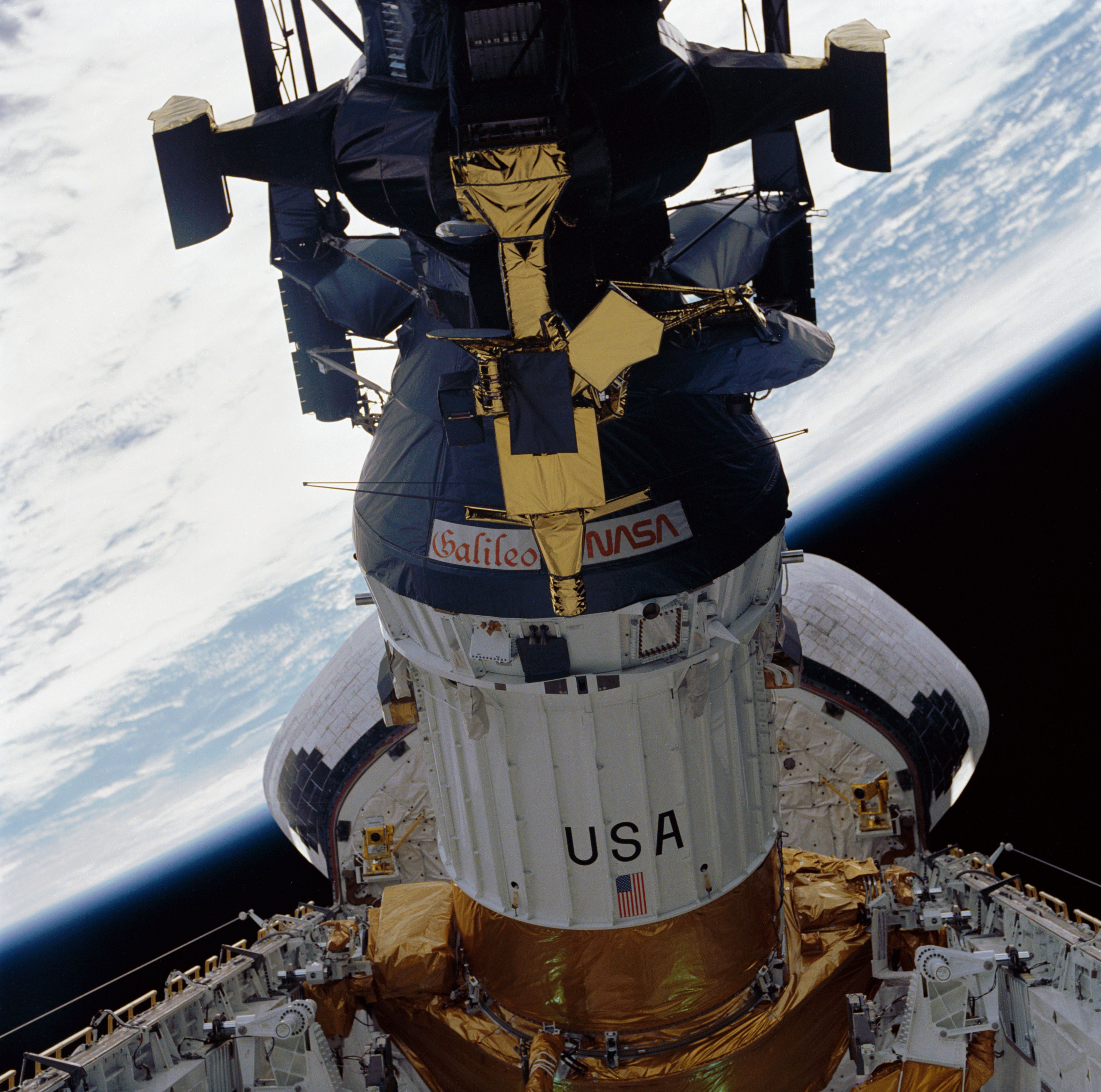
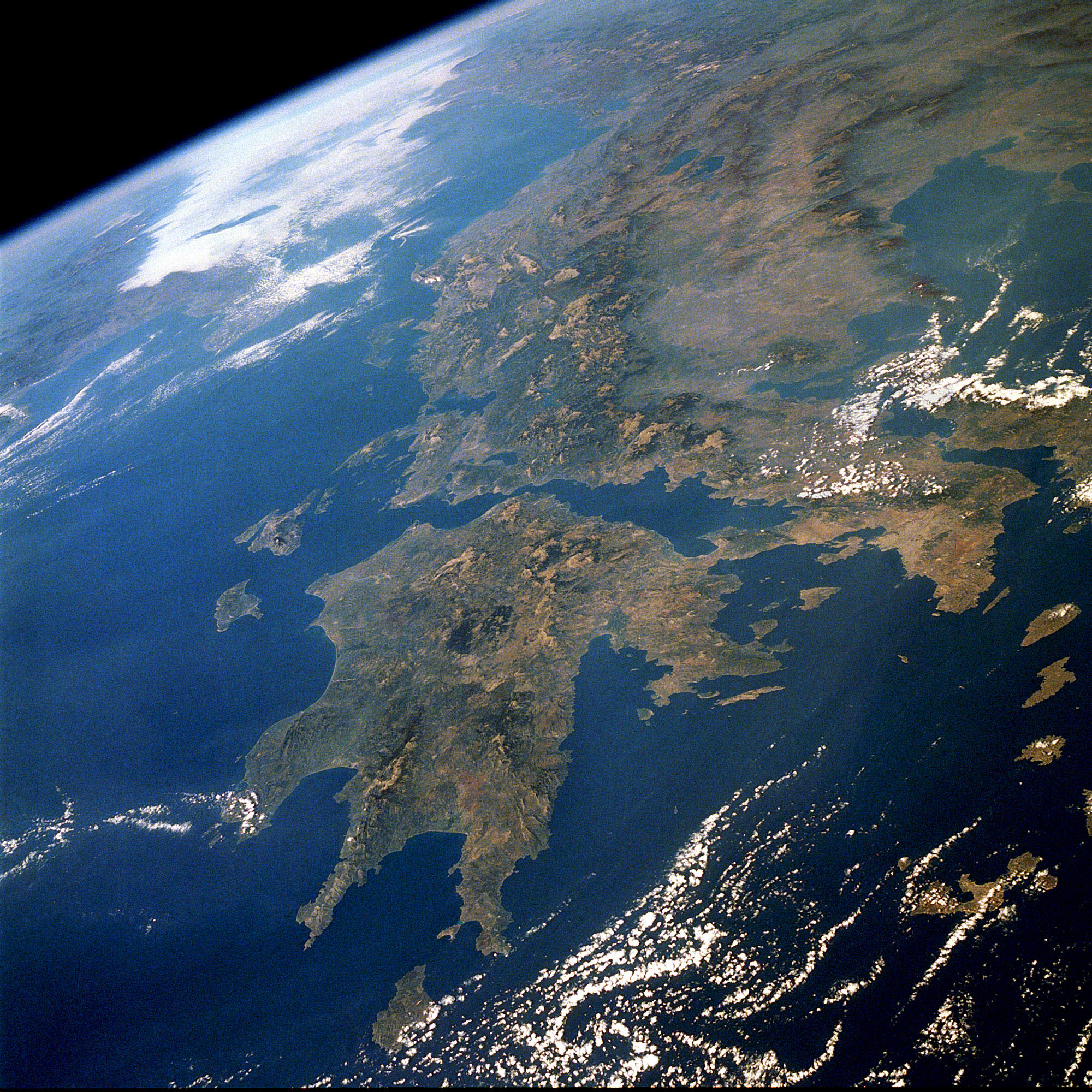
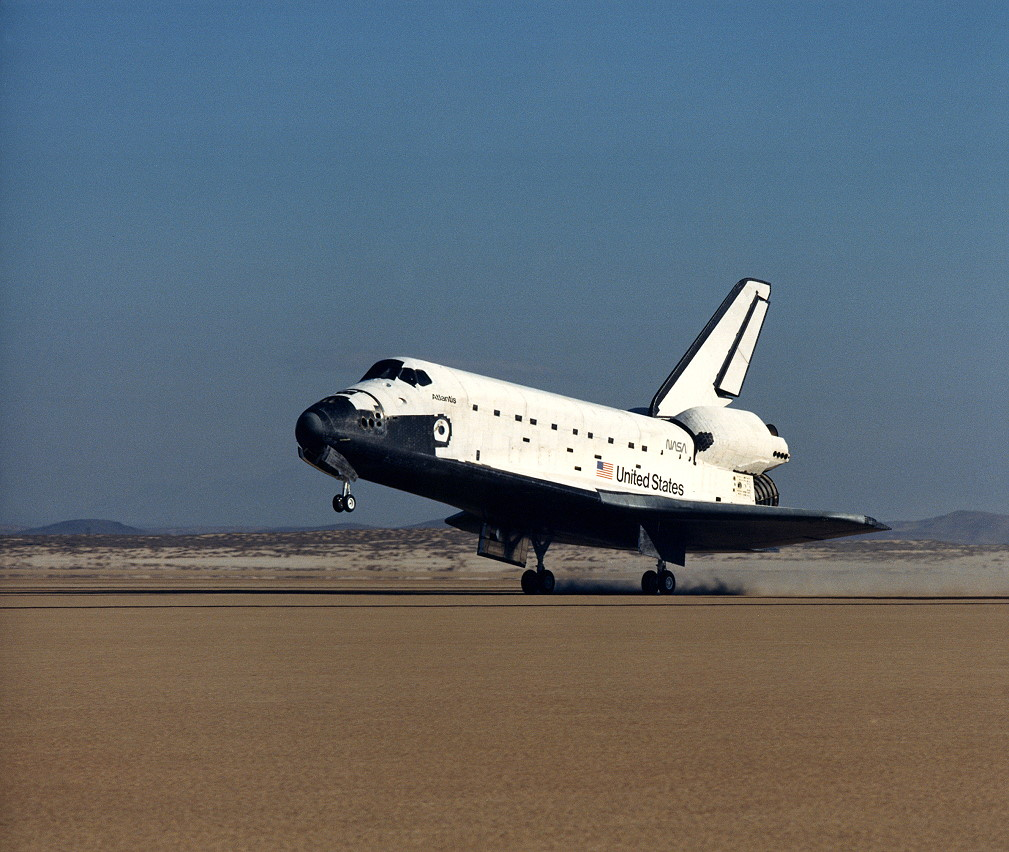
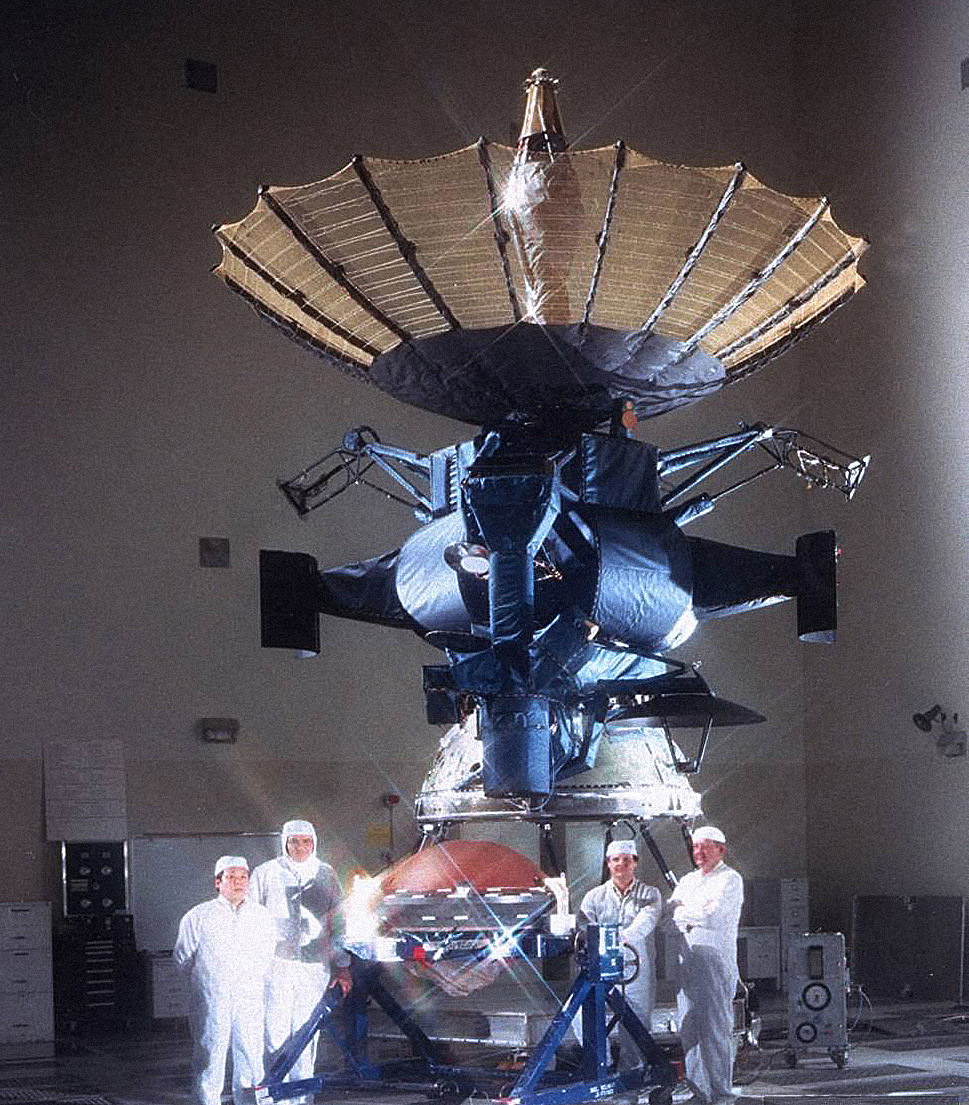